# Bikkemane, Chikmagalur
Bikkemane là một làng thuộc tehsil Chikmagalur, huyện Chikmagalur, bang Karnataka, Ấn Độ.